# Stazione di Inagi-Naganuma
La stazione di Inagi-Naganuma (稲城長沼駅?, Inagi-Naganuma-eki) è una stazione ferroviaria della città di Inagi, nell'area suburbana di Tokyo, in Giappone, che serve la linea Nambu della JR East.

## Linee
East Japan Railway Company
■ Linea Nambu

## Struttura
La stazione, originariamente in superficie, sta venendo gradualmente portata in viadotto, e al momento dispone di un binario in superficie con un marciapiede laterale, e due in viadotto con un marciapiede a isola centrale. Il termine dei lavori per lo spostamento totale dei binari sul viadotto sono al momento fissati a fine 2013. Sono presenti ascensori, servizi igienici e tornelli automatici con supporto alla biglietteria elettronica Suica, e una biglietteria presenziata.
| 1 | ■ Linea Nambu |  | per Noborito, Musashi-Kosugi, Shitte e Kawasaki |  |
| 3 | ■ Linea Nambu |  | per Noborito, Musashi-Kosugi, Shitte e Kawasaki |  |
| 4 | ■ Linea Nambu |  | per Fuchū-Hommachi e Tachikawa                  |  |

## Stazioni adiacenti
| «           | Servizio      | »           |
| Linea Nambu | Linea Nambu   | Linea Nambu |
| ----------- | ------------- | ----------- |
| Yanokuchi   | Locale Rapido | Minami-Tama |